# Célia Gery
Célia Gery (* 4. Januar 2006 in Talencieux) ist eine französische Radrennfahrerin, die auf der Straße und im Cyclocross aktiv ist.

## Sportlicher Werdegang
Gery ist eine der erfolgreichsten Juniorinnen ihres Jahrgangs, ihre stärkere Disziplin ist dabei der Cyclocross. Nach der Bronzemedaille bei den Weltmeisterschaften 2023 dominierte sie die Cyclocross-Saison 2023/2024: Sowohl bei den Europameisterschaften 2023 als auch bei den Weltmeisterschaften 2024 gewann sie die Titel bei den Juniorinnen sowie mit der Mixed-Staffel. Im Weltcup lieferte sie sich eine Duell mit Cat Ferguson, in dem sie mit drei Saisonsiegen die Gesamtwertung knapp für sich entschied.
Auf der Straße sicherte sich Gery in der Saison 2024 drei nationale Titel. International gewann sie die Flandern-Rundfahrt der Juniorinnen. Im UCI Women Junior Nations’ Cup stand sie mehrfach auf dem Podium, musste jedoch hier Cat Ferguson den Vortritt lassen.
Nach ihren Erfolgen erhielt Gery zur Saison 2025 einen Vertrag beim französischen UCI Women’s WorldTeam FDJ-Suez. Im Cyclocross gewann sie bei den Europameisterschaften 2024 ihren ersten internationalen Titel in der U23.

## Erfolge

### Cyclocross
2022/2023
- Weltmeisterschaften (Junioren)

2023/2024
- Weltmeisterin (Junioren)
- Europameisterin (Junioren)
- Weltmeisterin – Mixed-Staffel
- Europameisterin – Mixed-Staffel
- Französische Meisterin (Junioren)
- Gesamtwertung und drei Läufe UCI-Cyclocross Weltcup (Junioren)

2024/2025
- Europameisterin (U23)
- Europameisterschaften – Mixed-Staffel
- Weltmeisterschaften – Mixed-Staffel

### Straße
2023
- eine Etappe Omloop van Borsele (Junioren)

2024
- Flandern-Rundfahrt (Junioren)
- Französische Meisterin – Straßenrennen, Einzelzeitfahren und Mixed-Staffel (Junioren)
- zwei Etappen Watersley Ladies Challenge